# Портарија (Терни)
Портарија је насеље у Италији у округу Терни, региону Умбрија.
Према процени из 2011. у насељу је живело 126 становника. Насеље се налази на надморској висини од 460 м.